# Anne Johnson (Archäologin)
Anne Patricia Johnson, geborene Gentry (* 28. August 1951) ist eine britische Provinzialrömische Archäologin.

## Leben
Johnson besuchte die Maynard-Mädchenschule in Exeter, Grafschaft Devon. Anschließend studierte sie Archäologie an der Universität Cardiff und machte dort ihren Bachelor. In der Folge arbeitete sie von 1978 bis zum März 1983 als Ausgräberin und Grabungsleiterin für das Museum of London, das Royal Albert Memorial Museum in Exeter und die Milton Keynes Development Corporation. Neben Flächengrabungen war sie auch für eine Reihe von Stadtkerngrabungen verantwortlich.
International bekannt wurde sie mit ihrer 1983 an der Universität Cardiff veröffentlichten Dissertation über die Bauplanung römischer Kastelle des 1. und 2. Jahrhunderts in Britannien und den germanischen Provinzen. Dieses oft zitierte und bis heute wichtige Handbuch wurde in einer Bearbeitung des Archäologen Dietwulf Baatz 1987 für das deutsche Publikum veröffentlicht. Insbesondere unterstützt und gefördert wurde sie bei dieser Arbeit durch Michael G. Jarrett.
In den darauffolgenden Jahren von März 1983 bis Oktober 1989 nahm sie sich hauptberuflich eine Auszeit von der Archäologie und arbeitete auf selbständiger Basis als Geschäftsführerin der Pension „Wesley Cottage“, die nach dem Gründer der methodistischen Kirche, John Wesley, benannt wurde.
Im Jahr 1990 gründete sie zusammen mit ihrem Mann, dem Archäologen Anthony Edward Johnson, die auf geophysikalische Prospektionen spezialisierte Firma „Oxford Archaeotechnics“, die am 13. Januar 1993 in das Handelsregister eingetragen wurde. Das Unternehmen, in dem sich das  Ehepaar Johnson die Geschäftsführung teilte, hatte seinen langjährigen Sitz in The Willows, Noke, Oxfordshire. Neben dieser Tätigkeit arbeitete Anne Johnson zwischen Oktober 1989 und Juli 2015 als selbständige Archäologin und historische Beraterin. Nachdem die Gewinne aus dem Kleinunternehmen zurückgingen, wurde „Oxford Archaeotechnics“ in den Jahren 2011 bis 2013 sowie 2015 und 2016 als ruhend weitergeführt.
Seit August 2015 ist Anne Johnson bei der in Paddington, London, ansässigen Firma „Archaeology Collective“ beschäftigt, die verschiedenste Dienstleistungen in den Bereichen Archäologie, Denkmalschutz, Landschaftsplanung und Umweltverträglichkeit anbietet.
Johnson ist Gründungsmitglied der Otmoor Archaeological and Historical Society sowie Dorfarchivarin von Noke.

## Schriften
- Roman Military Stone-Built Granaries in Britain (= British Archaeological Reports 32), Oxford 1976, ISBN 0-904531-45-7
- mit John Ivens und Heather NcClean: Excavations at Lincoln Road, London Borough of Enfield, November 1974–March 1976. In: Transactions of the London & Middlesex Archaeological Society 28 (1977), S. 101–189.
- Roman auxiliary forts: the construction and planning of auxiliary forts in the Western Roman Empire, with particular reference to Britain and the German Provinces. University College, Cardiff 1983 (= Dissertation)
- Roman Forts of the 1st and 2nd centuries AD in Britain and the German Provinces, Adam & Charles Black, London 1983, ISBN 0-7136-2223-7
  - dt. Bearbeitung von Dietwulf Baatz: Römische Kastelle des 1. und 2. Jahrhunderts n. Chr. in Britannien und in den germanischen Provinzen des Römerreiches. von Zabern, Mainz 1987, ISBN 3-8053-0868-X